# Sergius III
Sergius III, född cirka 860 i Rom, död 14 april 911 i Rom, var påve från den 29 januari 904 till sin död den 14 april 911. 

## Biografi
Sergius tillhörde den romerska adeln och var son till en man vid namn Benedictus. Han blev en stark motståndare till påve Formosus; hans parti var inte särskilt framgångsrikt, och om det har funnits brev eller andra dokument från hans anhängare har de inte bevarats till eftervärlden. Av den orsaken kommer större delen av vår kunskap om Sergius från hans fiender. Hos en av dessa fiender finns uppgiften att Formosus vigde Sergius till biskop av Caere så att hans möjligheter att bli biskop av Rom minskade. Efter Formosus död verkar han dock ha slutat verka som biskop, och ställde upp som påvekandidat 898. När han misslyckades att bli vald, drog han sig tillbaka, tydligen till Alberik, greve av Spoleto.
Romarna fylldes av avsky när motpåven Christoforus intog påvestolen med våld, kastade honom i fängelse, och bjöd Sergius att ta hans plats. Sergius förklarade genast Formosus vigningar ogiltiga, men ryktet att han skulle ha tagit livet av två företrädare, om den utomäktenskapliga relationen med Marozia, och om att han skulle ha fått en son med henne som senare blev påven Johannes XI, tillbakavisas av Catholic Encyclopedia med argumentet att samtida omdömen från respekterade personer om honom inte stämmer med denna bild; andra källor tar dessa uppgifter för sanna, antingen sammantagna eller några av dem. 
Sergius beskyddade ärkebiskop Johannes av Ravenna mot greven av Istrien och bekräftade flera etableringar av biskopssäten i England. Eftersom han bestred vad katoliker menar vara felslut inom grekisk-ortodoxa kyrkan, ströks hans namn från diptykerna i Konstantinopel, men han var klok nog att godkänna kejsar Leo VI:s fjärde äktenskap.
Sergius totalrenoverade Lateranbasilikan. Han är begravd i Peterskyrkan.